# Soulsearch
Soulsearch war eine Dark-Metal-Band aus Salzburg, Österreich.

## Geschichte
Soulsearch wurde 1991 von Thom Kinberger gegründet und war mit ihren zwei zwischen 1991 und 2000 erschienenen, von keltischer Mythik und lokalen Sagen inspirierten Alben und mehreren Demo- und Single-Releases eine Pionier-Band des Folk- und Pagan Metal.
Mehrere ehemalige Mitglieder fanden später bei Our Survival Depends on Us wieder zusammen.

## Diskografie
- 1993: Nature Falls Asleep (CD, Dream Machine Productions)
- 1994: Die Essenz (CD, Dream Machine Productions)
- 1997: Gwynedd (CD, Serenades Records)
- 1998: Abred vs Annwn (CD, Serenades Records)
- 2000: Iherno (10" Vinyl, Eigenverlag)
- 2006: Liedersammlung (CD, Kompilation, Ahnstern Records)